# 道の駅風早の郷風和里
道の駅風早の郷風和里（みちのえき かざはやのさとふわり）は、愛媛県松山市にある国道196号の道の駅である。

## 主な施設

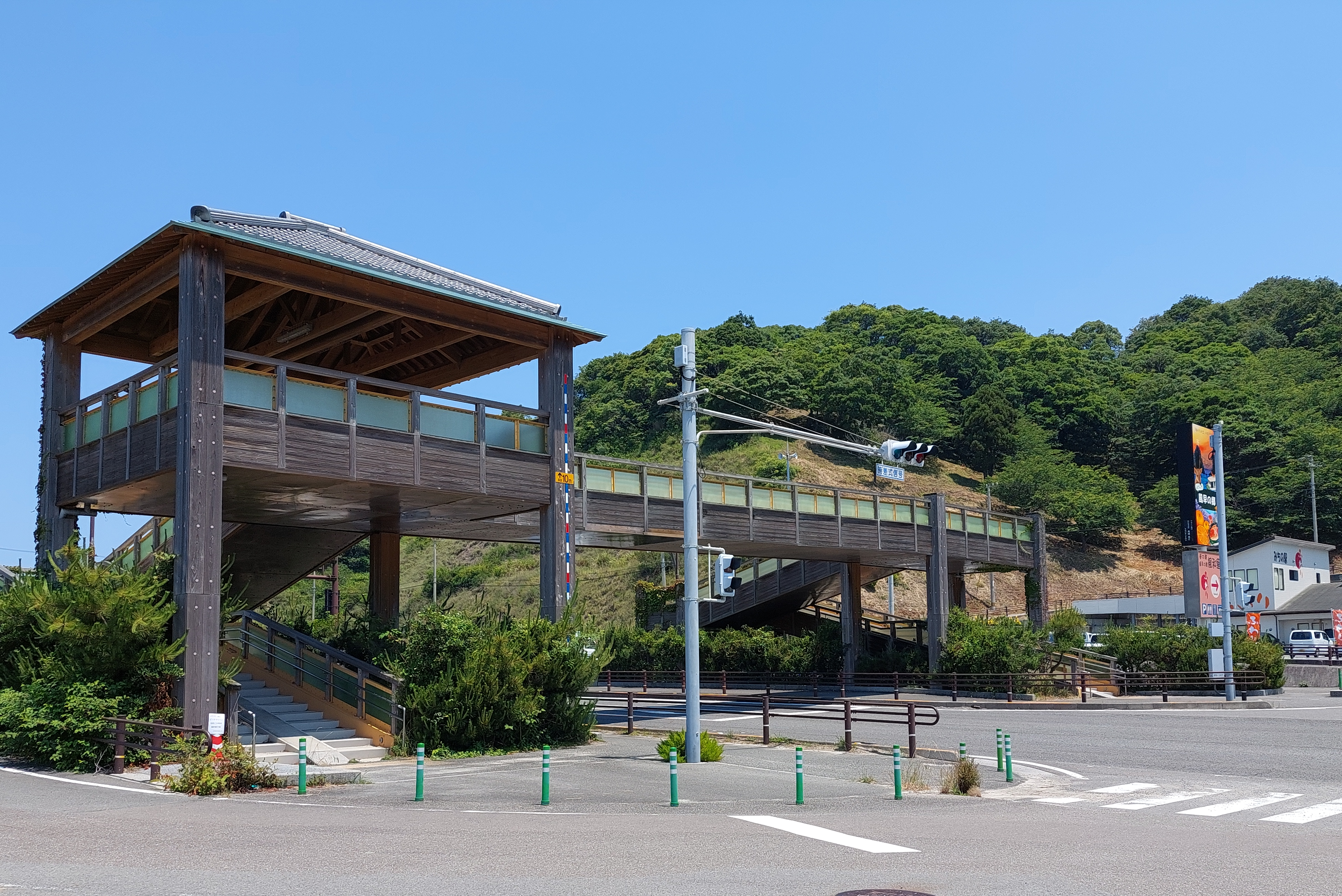
歩道橋
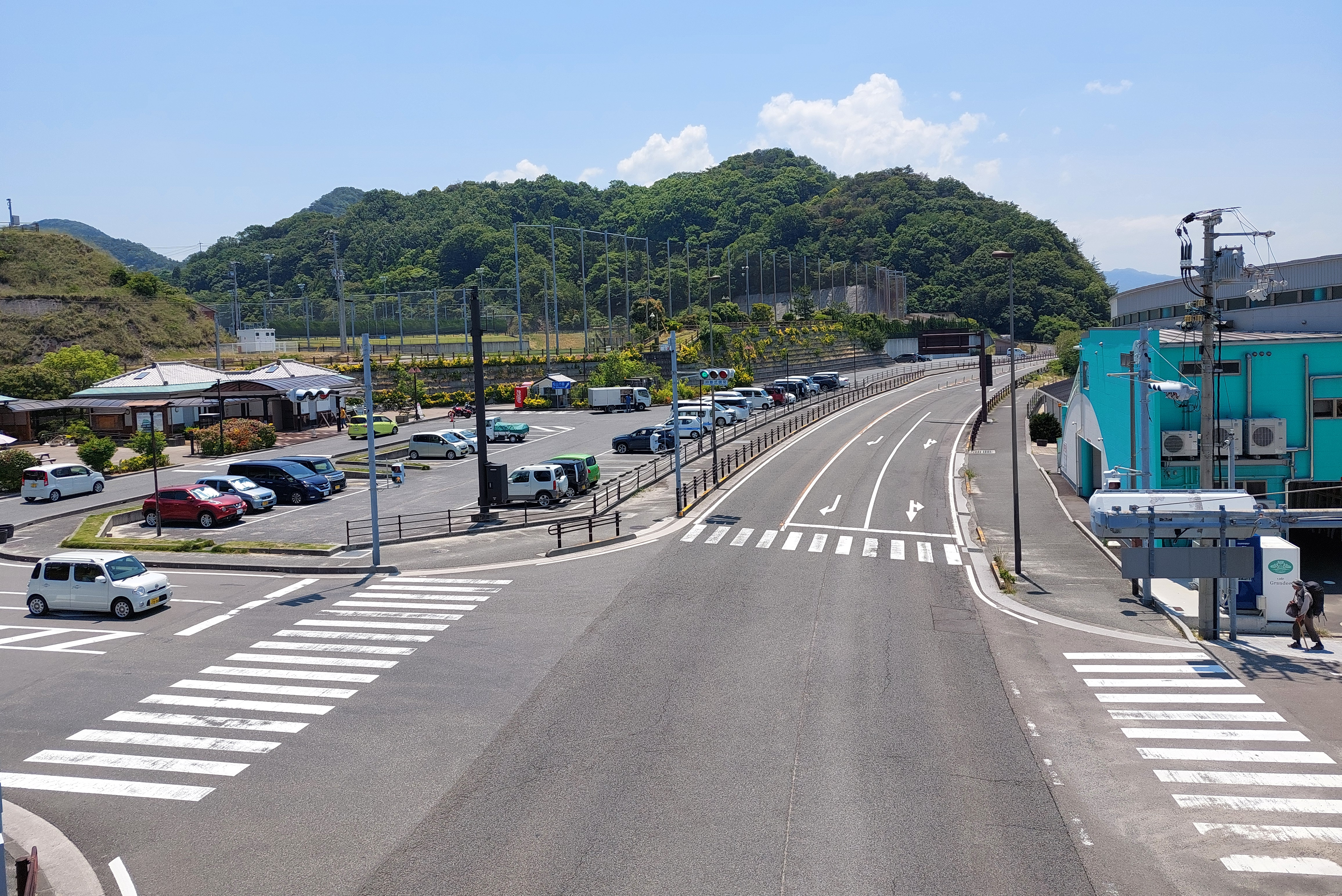
国道196号
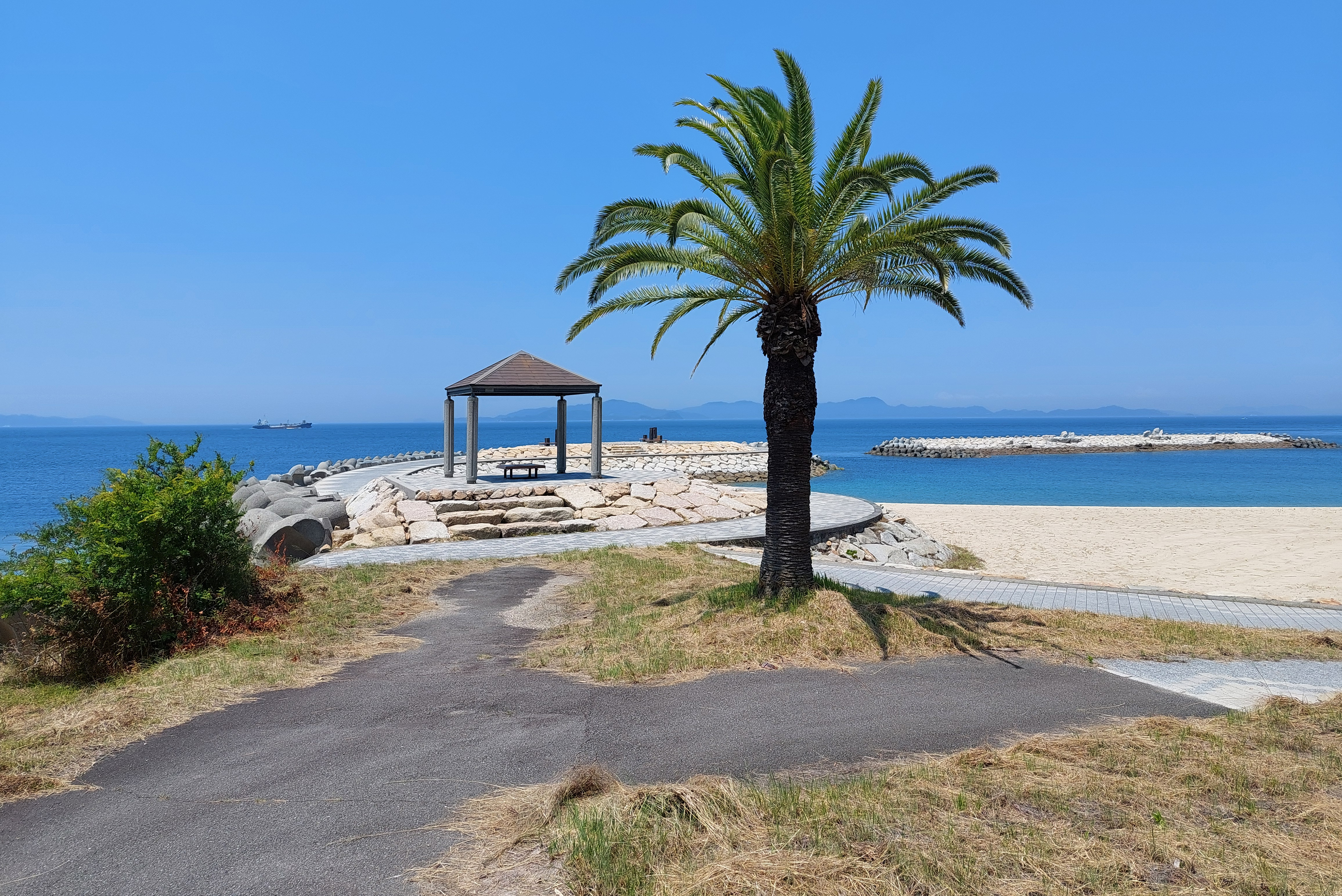
長浜海岸（風和里前海岸）

- 駐車場
  - 普通車：180台
  - 身障者用：2台
- トイレ（いずれも24時間利用可能）
  - 男：大 2器、小 5器
  - 女：5器
  - 身障者用：1器
- 公衆電話
- 公衆FAX
- 物産コーナー
- レストラン
- 海水浴場
- EVスポット（電気自動車用充電器）

- 歩道橋
- 国道196号
- 長浜海岸（風和里前海岸）

## 休館日
- 年末年始

## アクセス
- 国道196号
- バス停あり（「風和里」、「北条スポーツセンター前」）

## 周辺
- 四国旅客鉄道（JR四国）予讃線 大浦駅